# Aleksandrakerk
De Aleksandrakerk (Fins: Pyhän marttyyrikeisarinna Aleksandran kirkko/Zweeds:Heliga martyrkejsarinnan Aleksandras kyrka) is de Fins-Orthodoxe kerk van Turku gelegen aan het marktplein. De kerk werd ontworpen door Carl Ludvig Engel in opdracht van tsaar Nicolaas II van Rusland. De kerk is vernoemd naar Alexandra, de vrouw van Diocletianus, die zich publiekelijk bekeerde tot het christendom en in 303 stierf tijdens de Romeinse christenvervolgingen. De iconen in de kerk komen uit het klooster van Valaam.